# Palmarito, Guanajuato
Palmarito är en ort i Mexiko.   Den ligger i kommunen San Luis de la Paz och delstaten Guanajuato, i den centrala delen av landet, 240 km nordväst om huvudstaden Mexico City. Palmarito ligger 2 076 meter över havet och antalet invånare är 214.
Terrängen runt Palmarito är platt söderut, men norrut är den kuperad. Terrängen runt Palmarito sluttar söderut. Runt Palmarito är det ganska tätbefolkat, med 124 invånare per kvadratkilometer. Närmaste större samhälle är San Luis de la Paz, 18,6 km norr om Palmarito. Trakten runt Palmarito består till största delen av jordbruksmark.